# Tidning för idrott

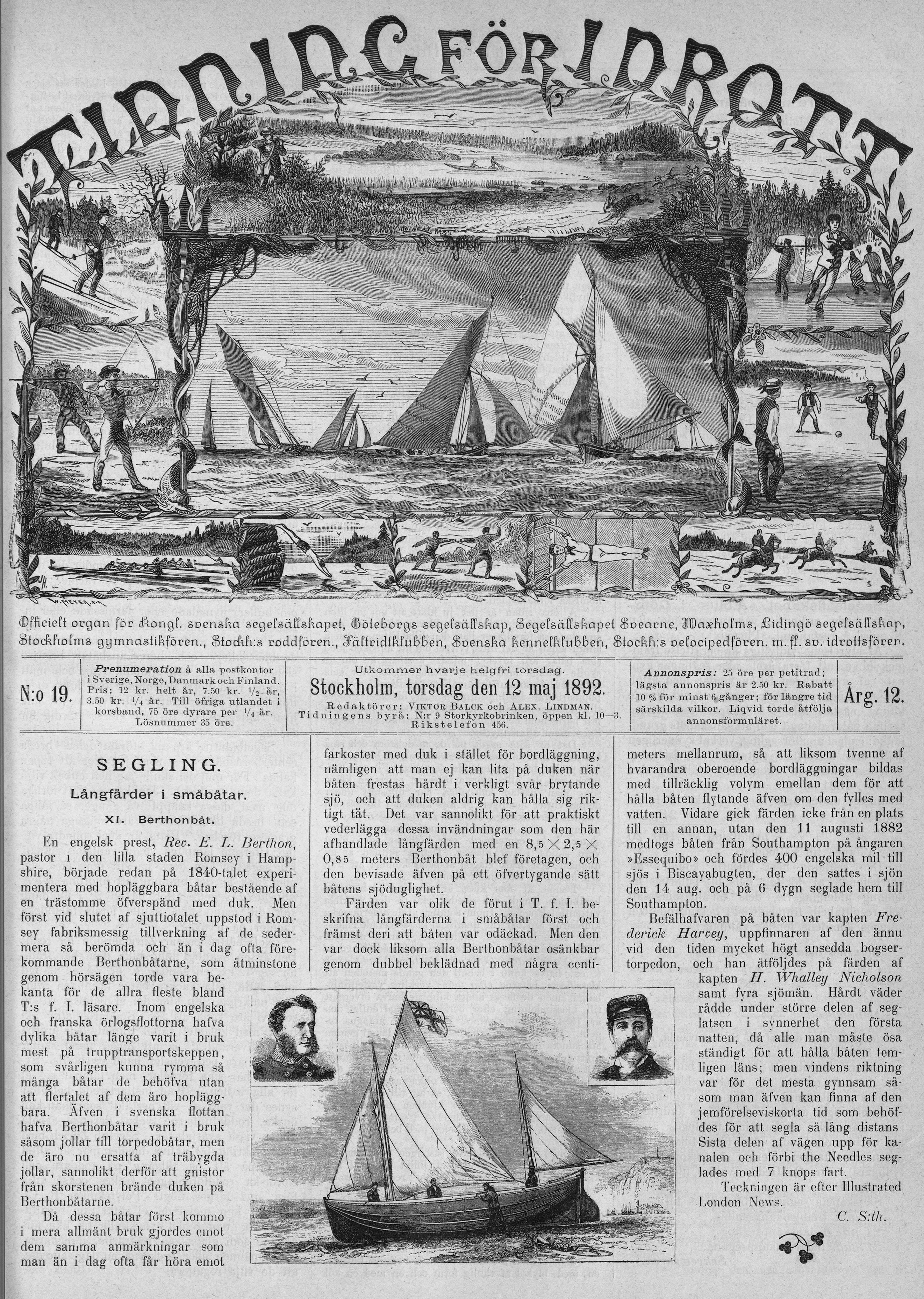
Tidning för idrott. Omslag. 1892, nr. 19

Tidning för idrott var den första svenska specialtidskriften för sport. Den utkom från 1881, de första åren med Viktor Balck (1844-1928) i ledningen, och lades ned 1919. 
Den var organ för ett stort antal idrottsföreningar. De sista åren för Sveriges centralförening för idrottens främjande samt Svenska gymnastik- och idrottsföreningarnas riksförbund, liksom även för Jockeyklubben, Sveriges olika fältriddklubbar och kapplöpningssällskap, Foreningen til den ædle hesteavls fremme, Kungliga Svenska Segelsällskapet, Göteborgs Kungliga Segelsällskap, H. K. H. kronprinsens lawn-tennisklubb, Svenska automobilklubben, Göteborgs idrottsförbund, Stockholms Roddförening samt olika svenska gymnastik- och idrottsföreningar.

## Fulltext
Tidningen har digitaliserats genom projektet Digitalisering av det svenska trycket och årgångarna 1881-1906 är fritt tillgängliga online.
- Kungl. Biblioteket: Svenska dagstidningar: Arbetarens vän.